# Socha svatého Jana Nepomuckého (Sobotka, Špálova ulice)
Socha svatého Jana Nepomuckého se nalézá u železničního přejezdu na Špálově ulici v městečku Sobotka v okrese Jičín. Pozdně barokní pískovcová socha pocházející podle vročení uvedeného na soše z roku 1784 je od roku 1958 chráněna jako kulturní památka ČR.

## Popis
Socha svatého Jana Nepomuckého stojí na vysokém pilíři sestávajícím z profilované patky a hranolovitého dříku ozdobeného jednoduchým ornamentem se špatně čitelným textem ve švabachu a zakončeného zvlněnou římsou. Dřík je nahoře i dole ozdoben volutami. Na římse je umístěn menší sokl ozdobený rostlinným ornamentem a mušlí, na kterém je na oblaku, ze kterého vykukují andělské hlavičky, umístěna socha klečícího prostovlasého světce se svatozáří, oděného v kněžské roucho, držícího v levé ruce biret a s pravou rukou vztyčenou k hrudi.

## Galerie

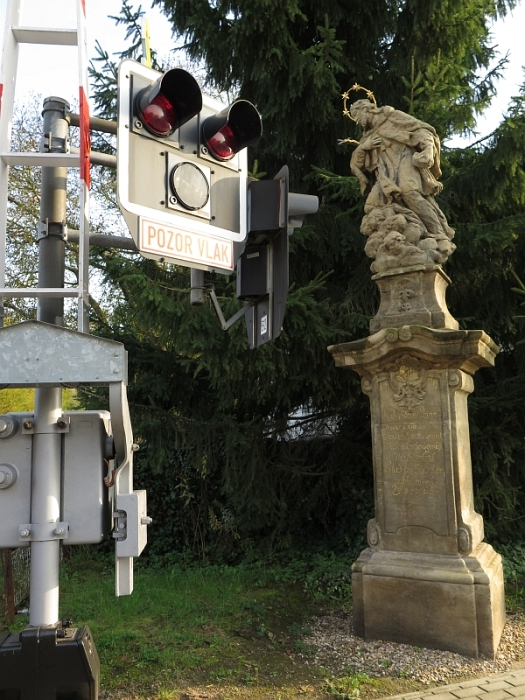
socha svatého Jana Nepomuckého u železničního přejezdu v Sobotce